# Aloe acutissima
Aloe acutissima är en grästrädsväxtart som beskrevs av Joseph Marie Henry Alfred Perrier de la Bâthie. Aloe acutissima ingår i släktet Aloe och familjen grästrädsväxter.
Artens utbredningsområde är Madagaskar.

## Underarter
Arten delas in i följande underarter:
- A. a. acutissima
- A. a. itampolensis
- A. a. antanimorensis
- A. a. fiherenensis
- A. a. isaloana

## Bildgalleri

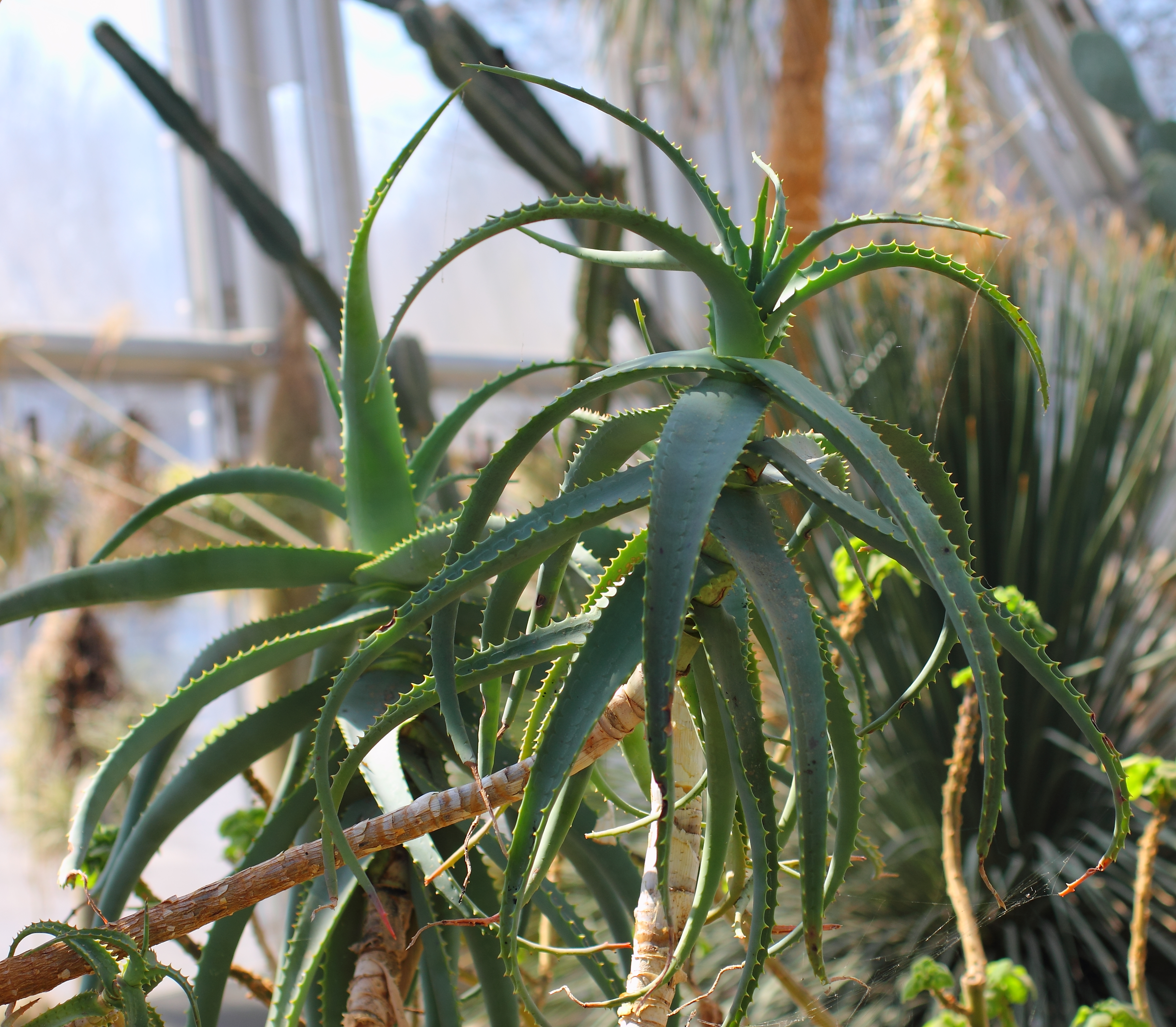